# 人們終將再度追夢
《人們終將再度追夢》（日语：／ Hito Wa Yume O Nido Miru）是日本女子偶像团体乃木坂46的第32張單曲，於2023年3月29日由N46Div.发行。本作採用雙Center制，同名標題曲的Center（中心成員）由山下美月和久保史緒里共同擔任。

## 背景和发行
單曲分為內附藍光光碟的Type-A、Type-B、Type-C、Type-D和只包含CD的通常版，共有五個版本。Type A〜D內附「全國活動參加券」或「特別禮物申請券」及1張成員生寫真。本作與前作《不存在於此的事物》發行時間相隔約3個月。本作同時也是1期生、2期生全體成員畢業後所發行的第一張單曲。
2023年2月13日，營運方宣布將於3月22日發行第32張單曲。2月19日，於乃木坂46的冠名節目《乃木坂工事中》中發表單曲選拔名單，由三期生山下美月和久保史緒里共同擔任Center。2月28日，營運方宣布推遲於3月29日發行第32張單曲。3月8日，本單曲的音源於久保史緒里擔任主持人的廣播節目《乃木坂46的All Night Nippon》中初次播出。3月18日，在音樂節目《Venue101》中首次於電視上表演。

## 封面寫真
| Type-A | 久保史緒里、山下美月                                                                         |
| Type-B | 遠藤櫻、井上和、賀喜遙香                                                                     |
| Type-C | 與田祐希、田村真佑、菅原咲月                                                                 |
| Type-D | 川崎櫻、筒井彩萌、梅澤美波                                                                   |
| 通常盤 | 弓木奈於、一之瀨美空、早川聖來、佐藤璃果、岩本蓮加、金川紗耶、五百城茉央、松尾美佑、柴田柚菜 |

2023年1月下旬於東京都內的攝影棚拍攝。

## 音樂錄影帶
人們終將再度追夢
導演：丸山健志、編舞：yurinasia
2月底至3月上旬分別於靜岡縣熱海市的MOA美術館、新宿黃金街、埼玉縣以及東京都內的攝影棚拍攝。
我們的道別
導演：頃安祐良
1月中旬於岡山縣的奈義町現代美術館拍攝。
漣漪不復返
導演：瀨里義治
2月中旬於茨城縣拍攝。
違心之事
導演：東市篤憲、編舞：松岡篤志（Acchan）、服裝：尾內貴美香
2月上旬於山梨縣的攝影棚拍攝。

## 媒體使用歌曲
人們終將再度追夢
菓匠三全「乃木坂46久保史緒里的宮城、仙台旅遊指南」廣告曲

## 收錄內容

### Type-A
| CD       | CD                                    | CD       | CD       | CD                 | CD    |
| 曲序     | 曲目                                  |          | 作曲     | 编曲               | 时长  |
| -------- | ------------------------------------- | -------- | -------- | ------------------ | ----- |
| 1.       | 人們終將再度追夢                      | 秋元康   | 松尾一真 | APAZZI             | 5:43  |
| 2.       | 我們的道別                            | 秋元康   | 川合榮次 | 川合榮次           | 4:03  |
| 3.       | 違心之事（五期生）                    | 秋元康   | 杉山勝彥 | 杉山勝彥、石原剛志 | 4:03  |
| 4.       | 人們終將再度追夢 〜off vocal ver.〜   |          | 松尾一真 | APAZZI             | 5:43  |
| 5.       | 我們的道別 〜off vocal ver.〜         |          | 川合榮次 | 川合榮次           | 4:03  |
| 6.       | 違心之事 〜off vocal ver.〜（五期生） |          | 杉山勝彥 | 杉山勝彥、石原剛志 | 4:01  |
| 总时长： | 总时长：                              | 总时长： | 总时长： | 总时长：           | 27:36 |

### Type-B
| CD       | CD                                  | CD       | CD       | CD       | CD    |
| 曲序     | 曲目                                |          | 作曲     | 编曲     | 时长  |
| -------- | ----------------------------------- | -------- | -------- | -------- | ----- |
| 1.       | 人們終將再度追夢                    | 秋元康   | 松尾一真 | APAZZI   | 5:43  |
| 2.       | 我們的道別                          | 秋元康   | 川合榮次 | 川合榮次 | 4:03  |
| 3.       | 黃昏總是                            | 秋元康   | 渡邊淳   | 渡邊淳   | 4:15  |
| 4.       | 人們終將再度追夢 〜off vocal ver.〜 |          | 松尾一真 | APAZZI   | 5:43  |
| 5.       | 我們的道別 〜off vocal ver.〜       |          | 川合榮次 | 川合榮次 | 4:03  |
| 6.       | 黃昏總是 〜off vocal ver.〜         |          | 渡邊淳   | 渡邊淳   | 4:14  |
| 总时长： | 总时长：                            | 总时长： | 总时长： | 总时长： | 28:01 |

### Type-C
| CD       | CD                                                 | CD       | CD       | CD        | CD    |
| 曲序     | 曲目                                               |          | 作曲     | 编曲      | 时长  |
| -------- | -------------------------------------------------- | -------- | -------- | --------- | ----- |
| 1.       | 人們終將再度追夢                                   | 秋元康   | 松尾一真 | APAZZI    | 5:43  |
| 2.       | 我們的道別                                         | 秋元康   | 川合榮次 | 川合榮次  | 4:03  |
| 3.       | Never say never（乃木坂野球部）                    | 秋元康   | NAZCA    | the Third | 3:21  |
| 4.       | 人們終將再度追夢 〜off vocal ver.〜                |          | 松尾一真 | APAZZI    | 5:43  |
| 5.       | 我們的道別 〜off vocal ver.〜                      |          | 川合榮次 | 川合榮次  | 4:03  |
| 6.       | Never say never 〜off vocal ver.〜（乃木坂野球部） |          | NAZCA    | the Third | 3:20  |
| 总时长： | 总时长：                                           | 总时长： | 总时长： | 总时长：  | 26:13 |

### Type-D
| CD       | CD                                     | CD       | CD         | CD       | CD    |
| 曲序     | 曲目                                   |          | 作曲       | 编曲     | 时长  |
| -------- | -------------------------------------- | -------- | ---------- | -------- | ----- |
| 1.       | 人們終將再度追夢                       | 秋元康   | 松尾一真   | APAZZI   | 5:43  |
| 2.       | 我們的道別                             | 秋元康   | 川合榮次   | 川合榮次 | 4:03  |
| 3.       | 漣漪不復返（Under）                    | 秋元康   | 伊藤心太郎 | APAZZI   | 4:07  |
| 4.       | 人們終將再度追夢 〜off vocal ver.〜    |          | 松尾一真   | APAZZI   | 5:43  |
| 5.       | 我們的道別 〜off vocal ver.〜          |          | 川合榮次   | 川合榮次 | 4:03  |
| 6.       | 漣漪不復返 〜off vocal ver.〜（Under） |          | 伊藤心太郎 | APAZZI   | 4:06  |
| 总时长： | 总时长：                               | 总时长： | 总时长：   | 总时长： | 27:45 |

### 通常盤
| CD       | CD                                  | CD       | CD               | CD       | CD    |
| 曲序     | 曲目                                |          | 作曲             | 编曲     | 时长  |
| -------- | ----------------------------------- | -------- | ---------------- | -------- | ----- |
| 1.       | 人們終將再度追夢                    | 秋元康   | 松尾一真         | APAZZI   | 5:43  |
| 2.       | 我們的道別                          | 秋元康   | 川合榮次         | 川合榮次 | 4:03  |
| 3.       | 眼淚的滑梯                          | 秋元康   | 福田貴史、3grass | 福田貴史 | 3:47  |
| 4.       | 人們終將再度追夢 〜off vocal ver.〜 |          | 松尾一真         | APAZZI   | 5:43  |
| 5.       | 我們的道別 〜off vocal ver.〜       |          | 川合榮次         | 川合榮次 | 4:03  |
| 6.       | 眼淚的滑梯 〜off vocal ver.〜       |          | 福田貴史、3grass | 福田貴史 | 3:46  |
| 总时长： | 总时长：                            | 总时长： | 总时长：         | 总时长： | 27:05 |

### Special Edition
| 串流限定 | 串流限定         | 串流限定         | 串流限定           | 串流限定 |
| 曲序     | 曲目             | 作曲             | 编曲               | 时长     |
| -------- | ---------------- | ---------------- | ------------------ | -------- |
| 1.       | 人們終將再度追夢 | 松尾一真         | APAZZI             | 5:43     |
| 2.       | 我們的道別       | 川合榮次         | 川合榮次           | 4:03     |
| 3.       | 違心之事         | 杉山勝彥         | 杉山勝彥、石原剛志 | 4:03     |
| 4.       | 黃昏總是         | 渡邊淳           | 渡邊淳             | 4:15     |
| 5.       | Never say never  | NAZCA            | the Third          | 3:21     |
| 6.       | 漣漪不復返       | 伊藤心太郎       | APAZZI             | 4:07     |
| 7.       | 眼淚的滑梯       | 福田貴史、3grass | 福田貴史           | 3:47     |
| 总时长： | 总时长：         | 总时长：         | 总时长：           | 29:19    |

## 選拔成員

### 人們終將再度追夢
（中心成员：山下美月、久保史緒里）
| 第三排         | 第三排 | 佐藤璃果 | 金川紗耶 | 早川聖來 | 早川聖來 | 一之瀨美空 | 一之瀨美空 | 松尾美佑   | 松尾美佑 | 五百城茉央 | 五百城茉央 | 岩本蓮加 | 岩本蓮加 | 弓木奈於 | 柴田柚菜 |
| 乃木坂十一福神 | 第二排 |          | 菅原咲月 | 田村真佑 | 田村真佑 | 與田祐希   | 與田祐希   | 井上和     | 井上和   | 梅澤美波   | 梅澤美波   | 筒井彩萌 | 筒井彩萌 | 川崎櫻   |          |
| 乃木坂十一福神 | 第一排 |          |          |          | 賀喜遙香 | 賀喜遙香   | 久保史緒里 | 久保史緒里 | 山下美月 | 山下美月   | 遠藤櫻     | 遠藤櫻   |          |          |          |

選拔成員總共20人，相較前作增加2人，福神和前作一樣維持11人。本作是繼第19張單曲《及時行事》後再次採用雙Center制度，山下美月自第26張單曲《我會喜歡上自己的》以來再次擔任Center。久保史緒里則是首次擔任Center。首次進入選拔的成員人數總共有7人，包括4期生的佐藤璃果、松尾美佑，5期生的五百城茉央、一之瀨美空、井上和、川崎櫻以及菅原咲月。其中井上、川崎和菅原3人更是首次進入選拔便同時擔任福神。前作的選拔成員當中，除了已經畢業的齋藤飛鳥、秋元真夏和鈴木絢音之外，阪口珠美和林瑠奈沒有進入選拔。

### 我們的道別
（中心成員：秋元真夏）
- 秋元真夏、五百城茉央、池田瑛紗、一之瀨美空、伊藤理理杏、井上和、岩本蓮加、梅澤美波、遠藤櫻、岡本姬奈、小川彩、奧田伊呂波、賀喜遙香、金川紗耶、川崎櫻、北川悠理、久保史緒里、黑見明香、阪口珠美、佐藤楓、佐藤璃果、柴田柚菜、菅原咲月、鈴木絢音、清宮玲、田村真佑、筒井彩萌、富里奈央、中西阿爾諾、中村麗乃、早川聖來、林瑠奈、松尾美佑、向井葉月、矢久保美緒、山下美月、弓木奈於、吉田綾乃克莉絲蒂、與田祐希

這首歌由全體成員演唱，為紀念1期生秋元真夏畢業而製作。已經宣布畢業並在本作發行前離開團體的秋元真夏和鈴木絢音於本作不參加選拔曲和Under曲，僅參與本曲的製作。

### 違心之事
五期生
（中心成員：池田瑛紗）
- 五百城茉央、池田瑛紗、一之瀨美空、井上和、岡本姬奈、小川彩、奧田伊呂波、川崎櫻、菅原咲月、富里奈央、中西阿爾諾

池田首次擔任中心成員。

### 黃昏總是
- 遠藤櫻、井上和[26]

### Never say never
乃木坂野球部
- 久保史緒里、向井葉月、金川紗耶、黑見明香、柴田柚菜

由喜愛棒球的乃木坂野球部成員演唱的應援曲。

### 漣漪不復返
Under曲
（中心成員：伊藤理理杏、林瑠奈）
- 第三排：黑見明香、岡本姬奈、矢久保美緒、吉田綾乃克莉絲蒂、清宮玲、奧田伊呂波、北川悠理
- 第二排：中村麗乃、富里奈央、中西阿爾諾、池田瑛紗、小川彩、阪口珠美
- 第一排：佐藤楓、伊藤理理杏、林瑠奈、向井葉月

5期生首度參與Under成員歌曲，前作因健康因素而暫停活動的清宮玲從本歌曲起重新開始在乃木坂46的活動。

### 眼淚的滑梯
- 岩本蓮加、筒井彩萌、小川彩

3期生、4期生、5期生中最年輕的成員組成的分隊歌曲。